# Kuranosuke Sasaki
Kuranosuke Sasaki  (佐々木蔵之介?, Sasaki Kuranosuke) (vero nome Hideaki Sasaki (佐々木秀明) (Kyoto, 4 febbraio 1968) è un attore giapponese, ha un fratello e una sorella.

## Biografia
La famiglia ha una fabbrica che produce sakè. Dopo la laurea conseguita all'università di Kobe ha lavorato temporaneamente in un'agenzia pubblicitaria, fino a quando nei primi anni '90 è entrato nel mondo dello spettacolo come attore teatrale. Noto primariamente per i suoi ruoli di personaggio principale in molti dorama di successo.
Si è fatto apprezzare soprattutto in Bambino!, dove svolge la parte di capocuoco; in Giragira, dove è il protagonista, e poi in Himitsu, dove intrattiene una relazione alquanto ambigua con la giovane Mirai Shida. È inoltre uno dei personaggi principali in Team Medical Dragon e Zettai kareshi - Assolutamente lui, oltre che nel secondo film TV live action ispirato a Detective Conan, Meitantei Conan - Kudō Shin'ichi no fukkatsu! - Kuro no soshiki to no confrontation affiancato da Shun Oguri.
Ha fatto il suo debutto cinematografico nel 2005 con il film dedicato a Densha Otoko; a seguire Tokyo Friends e Akihabara@Deep assieme ad Haruma Miura.

## Filmografia

### Televisione
- Kaitō Yamaneko (2016)
- Papadol! (2012)
- Hancho 5 (2012)
- Renai Neet ~Wasureta Koi no Hajimekata (2012)
- Boku to Star no 99 Nichi (2011)
- Suna no Utsuwa (2011)
- Hancho 4 (2011)
- Hancho 3 (2010)
- Himitsu (2010)
- Hancho 2 (2010)
- Team Medical Dragon 1 (2010)
- Fumo Chitai (2009)
- Challenged (2009)
- Orthros no inu (2009)
- Hancho (2009)
- Zettai Kareshi SP (2009)
- Triangle (2009)
- Giragira (2008)
- Monster Parent (2008)
- Ryokiteki na Kanojo (2008)
- Assolutamente lui - Zettai kareshi (2008)
- Shikaotoko Aoniyoshi (2008)
- SAITOU san (2008)
- Meitantei Conan - Kudō Shin'ichi no fukkatsu! - Kuro no soshiki to no confrontation (2007)
- Team Medical Dragon 2 (2007)
- Bambino! (2007)
- Fuurin Kazan (2007)
- Haruka naru Yakusoku (2006)
- Waraeru Koi wa Shitakunai (2006)
- Boku no aruku michi (2006)
- Shimokita Sundays (2006)
- Team Medical Dragon/Iryu (2006)
- Kuitan (2006)
- Satomi Hakkenden (2006)
- Konya Hitori no Bed de (2005)
- Tokyo Friends (2005)
- Rikon Bengoshi 2 (2005)
- Yasashii Jikan (2005)
- M no higeki (2005)
- Roomshare no Onna (2005)
- Koi no Kara Sawagi Drama Special Love Stories (2004)
- Be-Bop High School (2004)
- Rikon Bengoshi (2004)
- Last Present (2004)
- Honto ni Atta Kowai Hanashi Maigo (2004)
- Hakoiri Musume (2003)
- Shiroi Kyoto (2003)
- Moto Kare (2003)
- Kunimitsu no Matsuri (2003)
- Anata no Jinsei Ohakobishimasu (2003)
- Bijo ka Yajuu (2003)
- Satorare (2002)
- Handoku (2001)
- Audrey (2000)

### Cinema
- 2023: Godzilla Minus One
- 2015: Solomon's Perjury Part 2: Judgement
- 2015: Solomon's Perjury Part 1: Suspicion
- 2012: Gusukobudori no Denki
- 2011: Gaku
- 2010: Ōoku
- 2010: Oniichan no hanabi
- 2009: Magare! Spoon
- 2009: 20th Century Boys 3: Redemption
- Shugo Tenshi (2009)
- 2009: Gunjo (Cobalt Blue)
- 2009: 20th Century Boys 2: The Last Hope
- 2009: Guardian Angel
- 2008: Dare mo mamotte kurenai
- 2008: 20th Century Boys 1: Beginning of the End
- 2008: After School
- 2007: Tsukigami
- 2006: Kenchou no Hoshi
- 2006: Adiantum Blue
- 2006: Akihabara@Deep
- 2006: Rainbow Song (Niji no Megami)
- 2006: Tokyo Friends
- 2006: Mamiya kyōdai
- 2005: Summer Time Machine Blues (Samâ taimumashin burûsu)
- 2003: Bayside Shakedown 2

## Doppiatori italiani
- Andrea Lavagnino in Godzilla Minus One